# J. William Fulbright
James William Fulbright, född 9 april 1905 i Sumner i Missouri, död 9 februari 1995 i Washington, D.C., var en amerikansk demokratisk politiker. Han är bäst ihågkommen för Fulbright-programmet, ett internationellt utbytesprogram som bär hans namn.

## Biografi
Fulbright representerade Arkansas 3:e distrikt i USA:s representanthus 1943–1945. Därefter var han ledamot av USA:s senat 1945–1974. Han var ordförande i senatens utrikesutskott 1959–1974.
Fulbright avlade 1925 examen i samhällsvetenskap vid University of Arkansas. Han studerade därefter vid Oxfords universitet på ett Rhodes-stipendium. Han avlade 1934  juristexamen vid George Washington University. Han var lektor i juridik vid University of Arkansas 1936–1939 och därefter universitetets rektor 1939–1941.
Efter en mandatperiod i representanthuset bestämde han sig för att utmana sittande senatorn Hattie Caraway i demokraternas primärval inför 1944 års kongressval. Fulbright vann primärvalet och därefter själva senatsvalet. Han omvaldes 1950, 1956, 1962 och 1968. Han förlorade mot Dale Bumpers i primärvalet inför 1974 års kongressval.
Fulbright var en varm anhängare av Förenta nationerna. Han talade alltid varmt om internationell rätt och ansåg att USA hade en för stark tendens att blanda sig i andra länders angelägenheter. Under den värsta antikommunistiska McCarthyismen var han en av de få som tog bladet från munnen och protesterade mot excesserna. Han var också en förespråkare av den rassegregerande lagstiftningen och delade således inte alls de synpunkter som medborgarrättsrörelsen i USA 1955–1968 företrädde.
J. William Fulbrights grav finns på Evergreen Cemetery i Fayetteville, Arkansas.